# Alexandra Zetterberg
Alexandra Ellen Coralie Zetterberg Ehn, född 1 maj 1966 i Paris, är en svensk skådespelare och dansare.

## Biografi
Alexandra Zetterberg är född i Paris men uppvuxen i Malmö.
Hon debuterade som 15 åring,  som dansare i den legendariske Nils Poppes lustspel Två man om en änka på Fredriksdalsteatern i Helsingborg 1983. 1989 fick hon hos Nils Poppe sitt genombrott i Min syster och jag. Samarbetet varade i tio år och senare blev Alexandra primadonna i föreställningarna AB Dun och bolster, Ta mig jag är din och Vita hästen.
1990–1994 studerade hon vid Teaterhögskolan vid Göteborgs universitet och vid Pekingoperahögskolan 1996. Genom åren har Zetterberg arbetat med Eva Bergman och Mattias Andersson på Backateatern i Göteborg, med Peter Oskarson på Folkteatern i Gävleborg, Teater Galeasen, Orionteatern och Göteborgs stadsteater, med Christian Tomner och även på Unga Klara, Stockholms stadsteater och Parkteatern. Hon har medverkat i Faust och Gisslan på Backateatern (båda även på SVT) 1996, Medeas barn och Till Damaskus på Strindbergs Intima Teater, En midsommarnattsdröm, Och sanden ropar och Hamlet på Orionteatern, Erland Josephsons pjäs En natt i den svenska sommaren på Dramaten och Tre systrar på Folkteatern i Gävleborg. 2009 regisserade hon föreställningen Som en örn i Gävle. 2011 spelade hon i Fåglarna i regi av Björn Runge på Göteborgs stadsteater. Bertolt Brechts Den kaukasiska kritcirkeln i Gävle belönades med Publikpriset vid Scenkonstbiennalen 2012.
År 2016 skrev, regisserade och dramatiserade Zetterberg föreställningen Projekt Mamma 2016 som baserades på hennes egen uppväxt. Hon belönades med Gefle Dagblads kulturpris 2016 för föreställningen.
Hon har medverkat i film- och TV-produktioner, såsom  Tusenbröder, Rena rama Rolf, Glappet, Svenska hjärtan och Det blir aldrig som man tänkt sig.

## Filmografi och Tv serier (i urval)
- 1987 – Svenska hjärtan (TV-serie)
- 1995 – Happy Hour (kortfilm av Göran du Rées)
- 1995 – Herbert & Robert
- 1996 – Rena rama Rolf
- 1997 – Glappet
- 2000 – Det blir aldrig som man tänkt sig
- 2003 – Tur & retur
- 2002 – Tusenbröder (TV-serie)
- 2003 – Tusenbröder 2 (TV-serie)
- 2004 – Min fd familj
- 2006 – Tusenbröder – Återkomsten
- 2008 – Kungamordet (TV-serie)
- 2012 – Johan Falk: De 107 patrioterna
- 2012 – Johan Falk: Alla råns moder
- 2013 – Johan Falk: Kodnamn Lisa
- 2013 – Inte flera mord
- 2014 – Blå ögon (TV-serie)
- 2015 – Yarden
- 2015 – Strange Heaven
- 2016 – Vilsen
- 2016 - Syrror (TV-serie)
- 2018 – Sthlm Rekviem (TV-serie)
- 2020 – Hamilton (TV-serie)
- 2023 – Limbo (TV-serie)
- 2023 – Hypnosen
- 2024 – Sommartider – Filmen om Gyllene Tider

## Teater

### Roller ( i urval)
| År   | Roll                       | Produktion                                      | Regi              | Teater                   |
| ---- | -------------------------- | ----------------------------------------------- | ----------------- | ------------------------ |
| 1988 | Kajsa Dun                  | AB Dun och Bolster! Franz Arnold och Ernst Bach | Hans Bergström    | Fredriksdalsteatern      |
| 1993 | Grevinnan von Leijonflycht | Bröderna Östermans huskors Oscar Wennersten     | Hans Bergström    | Fredriksdalsteatern      |
| 2018 | Gaby                       | Åtta kvinnor Robert Thomas                      | Anna Novovic      | Kulturhuset Stadsteatern |
| 2022 |                            | De närmaste Lolo Amble                          | Andreas T. Olsson | Kulturhuset Stadsteatern |

## Priser och utmärkelser
- 2016 – Gefle Dagblads kulturpris[3]